# Lorenzo Frison
Lorenzo Frison (Aosta, 26 febbraio 1955) è un allenatore di calcio ed ex calciatore italiano, di ruolo portiere.

## Carriera

### Giocatore
Cresciuto calcisticamente nelle giovanili del Torino, senza riuscire ad approdare in prima squadra, ha disputato 118 incontri in Serie B difendendo i pali di Palermo e Pescara. Nella stagione 1978-1979 ha giocato con il Palermo la finale di Coppa Italia persa per 2-1 contro la Juventus.

### Allenatore
Cessata l'attività agonistica ha intrapreso quella di preparatore dei portieri.
Nel marzo del 2008 ha patteggiato un anno e due mesi di reclusione con la condizionale come corresponsabile per la morte di Alessio Ferramosca e Riccardo Neri, due diciassettenni della Juventus, società per la quale svolgeva il ruolo di preparatore dei portieri, annegati il 15 dicembre 2006 nel laghetto del centro sportivo di Vinovo.